# Indigofera cryptantha
Indigofera cryptantha är en ärtväxtart som beskrevs av William Henry Harvey. Indigofera cryptantha ingår i släktet indigosläktet, och familjen ärtväxter.

## Underarter
Arten delas in i följande underarter:
- I. c. cryptantha
- I. c. desmodioides